# Куйёган (приток Ватинского Ёгана)
Куйёган (устар. Куй-Еган) — река в России, протекает по Нижневартовскому району Ханты-Мансийского АО. Вытекает из озера Белое на высоте 54 м над уровнем моря. Устье реки находится на высоте 47 м над уровнем моря, в 236 км по левому берегу реки Ватинский Ёган. Длина реки составляет 17 км.

## Топонимика
Название происходит от хантыйского куй — болото и ёган — река, то есть болотная река.

## Данные водного реестра
По данным государственного водного реестра России относится к Верхнеобскому бассейновому округу, водохозяйственный участок реки — Обь от впадения реки Вах до города Нефтеюганск, речной подбассейн реки — Обь ниже Ваха до впадения Иртыша. Речной бассейн реки — (Верхняя) Обь до впадения Иртыша.
Код объекта в государственном водном реестре — 13011100112115200041764.